# North River (gemeente op Newfoundland)
North River is een gemeente (town) in de Canadese provincie Newfoundland en Labrador. De gemeente ligt in het zuidoosten van het eiland Newfoundland.

## Geografie
North River ligt in het zuidoosten van het schiereiland Bay de Verde. De gemeente strekt zich uit over de linkeroever van het gelijknamige riviertje, vlak bij de monding ervan in de Conception Bay. North River bestaat in feite uit twee grotendeels met elkaar vergroeide buurten, namelijk het nabij de monding gelegen North Valley en het meer landinwaarts gelegen Halls Town.
De gemeente maakt deel uit van de Agglomeratie Bay Roberts en grenst in het noorden aan Bay Roberts en in het zuiden aan Clarke's Beach.

## Geschiedenis
De twee gehuchten die tezamen North River vormen begonnen vorm te krijgen in de 19e eeuw. Het noordoostelijk gelegen North Valley, historisch North Gut genoemd, huisvestte vooral katholieken, terwijl er in het zuidwestelijke Halls Town voornamelijk protestanten woonden.
In 1964 werd het noordelijke van de twee plaatsen officieel een gemeente met het statuut van local government community (LGC). In 1980 werden LGC's op basis van The Municipalities Act als bestuursvorm afgeschaft. De gemeente werd daarop automatisch een community om een aantal jaren later uiteindelijk een town te worden.
In 1988 vond er een gemeentelijke herindeling plaats, waardoor het tot dan toe gemeentevrije Halls Town door de gemeente geannexeerd werd. De totale bevolkingsomvang werd daardoor bijna verdrievoudigd.
In 2021 annexeerde de gemeente een onbewoond stuk gemeentevrij gebied in het uiterste noordoosten.

## Demografie
De meeste kleine dorpen op Newfoundland zijn de voorbije decennia demografisch gezien aan het krimpen. De Agglomeratie Bay Roberts vormt hierop, tezamen met de nabijgelegen Metropoolregio St. John's, de uitzondering. De bevolkingsomvang van North River is ondanks enkele schommelingen sinds 1991 dan ook vrij stabiel gebleven tussen de 500 en 600 inwoners.
| Demografische ontwikkeling van North River tussen 1991 en 2021 |
| -------------------------------------------------------------- |
|                                                                |
| Bron: 1991–1996, 2001–2006, 2011–2016, 2021                    |